# Госпроектстрой
Госпроектстрой — государственное проектно-строительное бюро в Советском Союзе, созданное в 1930 году по соглашению между президентом торговой корпорации Амторг Саула Брона от имени Высшего Совета народного хозяйства СССР и Альбертом Каном, ведущим американским промышленным архитектором из Детройта, штат Мичиган, заинтересованным, чтобы его фирма стала консультантом-архитектором для всего промышленного строительства в СССР.
Albert Kahn Associates договорилась о создании офиса со своими архитекторами и инженерами в Москве для подготовки советских архитекторов и инженеров, а также для надзора за проектированием промышленных объектов в рамках первой пятилетки страны.
Мориц Кан, инженер и один из трёх братьев Кан из Albert Kahn Associates, был выбран для создания этого офиса. Он сказал:

В скором времени я отправлюсь в Москву со штатом из двадцати пяти ассистентов-специалистов. Затем мы поможем Советскому правительству организовать конструкторское бюро, в которое войдут около сорока пятисот архитектурных и инженерных проектировщиков, отобранных главным образом из Советской России, а также из Америки и других зарубежных стран. Бюро будет руководить глава Строительной комиссии Высшего экономического совета.

Джордж Скримджер, ещё один американец из Albert Kahn Associates, был назначен главой Госпроектстроя, заседая в Национальном техническом совете. Компания в конечном счете отвечала за надзор над 3000 проектировщиками по всему Советскому Союзу в Днепропетровске, Харькове, Киеве, Ленинграде, Новосибирске, Одессе и Свердловске, которые все контролировались из Москвы. Они подготовили около 4000 специалистов и имели бюджет в 417 млн рублей.
Государственное планирование разрешило стандартизацию строительства зданий: «все заводские здания для любого вида строительства могут быть построены по стандартизированным принципам. Результатом будет большая экономия времени и затрат при подготовке планов и стоимости зданий», — сказал Мориц Кан. Он считал, что советский строительный кодекс допускал «экономию миллионов долларов в год из-за ультраконсервативного характера этого кодекса».